# Рижов Микола Іванович
Микола Іванович Рижов (18 (31) жовтня 1900 Москва — 12 травня 1986, Москва) — радянський актор театру і кіно. Народний артист СРСР (1971).

## Біографія
Микола Рижов народився в Москві, в сім'ї акторів Малого театру. Представник акторської театральної династії Бороздіних-Музіль-Рижова, сторіччя якої відзначалося в 1946 році.
У 1909—1917 роках навчався у Фльорівській гімназії. У 1918 році вступив на драматичні курси при Малому театрі (нині Вище театральне училище імені М. С. Щепкіна), з 2-го курсу перейшов в Державний інститут музичної драми (до 1918 — Музично-драматичне училище Московського філармонічного товариства, нині — ГИТИС). Закінчив в 1921 році.
У 1921—1922 роках — актор театру «Мистецтво і праця», в 1922—1923 — театру імені І. П. Каляєва (обидва в Москві).
З 1923 року — актор Малого театру. Свої кращі ролі зіграв у п'єсах А. Н. Островського.
Працював на радіо, брав участь в дублюванні іноземних фільмів.
Микола Іванович Рижов помер 12 травня 1986 року в Москві. Похований на Новодівичому кладовищі (ділянка № 8).

## Фільмографія
- 1936 — Подорож в Арзрум
- 1941 — У тилу ворога